# 林棟 (立法委員)
林栋（1913年8月3日—1998年3月16日），字东木，江苏江宁人，天主教輔仁大學法律學系講座教授，中国近代政治人物。

## 生平
林栋早年毕业于金陵大学并获法学士学位。后前往美国留学，先后获密歇根大学政治学硕士学位、柏莱诺大学法学博士学位。返回中国后，林栋曾任教于国立中央大学，并担任过国民党中央组织部编纂，三民主义青年团中央团部文化组组长、学校组组长，中央文化运动委员会委员，经济部物资局专门委员，国民政府军事委员会外事局少将科长，国家总动员会议教导员，江苏省政府委员，国民党江苏省党部执委，三青团江苏支团书记、代主任等职。1948年，經江蘇省第一選區選舉成為第一届立法委员。
1949年前往台湾，曾任行政院顾问，辅仁大学法律系主任、教务长。1962年任第十三届联合国中国代表团顾问。1963年当选国民党第九届中央候补委员。1981年起被聘为国民党第十二、十三届中央评议委员。1987年出任立法院党团书记长。1989年任国民党中央政策委员会主任。1991年任总统府国策顾问。1995年任中央选举委员会委员。1998年在台北逝世，予明令褒揚。